# Herb powiatu jaworskiego
Herb powiatu jaworskiego – jeden z symboli powiatu jaworskiego, ustanowiony 27 marca 2002.

## Wygląd i symbolika
Herb przedstawia na tarczy orła dzielonego w słup z tarczą sercową na piersi. W tarczy sercowej znajduje się pole szachowane sześciorzędowe w pięć cegieł srebrnych i czerwonych. Od prawej bocznicy tarczy w polu srebrnym połuorzeł czerwony z sierpową połuksiężycową srebrną przepaską poprzez pierś i skrzydło. Od lewej bocznicy tarczy w polu złotym połuorzeł czarny z sierpową przepaską połuksiężycową srebrną poprzez pierś i skrzydło. Pierścień w ogonie srebrny.